# 平野助九郎
平野 助九郎（ひらの すけくろう、1885年（明治18年）12月1日 - 1938年（昭和13年）10月24日）は、日本陸軍の軍人。最終階級は陸軍少将。

## 経歴
佐賀県出身。1905年（明治38年）11月、陸軍士官学校（第18期）を卒業。翌年6月、歩兵少尉に任官し近衛歩兵第3連隊付となる。1914年（大正3年）11月、陸軍大学校（第26期）を卒業した。
1916年（大正5年）5月、近衛歩兵第3連隊中隊長に就任。同年5月、中支那派遣隊司令部付勤務となり、陸士教官、佐世保要塞参謀を務め、1922年（大正11年）2月、歩兵少佐に進級。1924年（大正13年）3月、歩兵第56連隊大隊長に就任。歩兵第48連隊付を経て、1925年（大正14年）8月、近衛歩兵第4連隊付（法政大学配属将校）となる。同年12月、歩兵中佐に昇進。1928年（昭和3年）3月、第8師団参謀に就任し、1929年（昭和4年）1月、松山連隊区司令部員に転じ、1930年（昭和5年）8月、歩兵大佐に進み第10師団司令部付（岡山医科大学配属将校）となった。
1932年（昭和7年）8月、歩兵第46連隊長に発令され日中戦争に出征。1934年（昭和9年）3月、第1師団司令部付（早稲田大学配属将校）に転じて帰国。1935年（昭和10年）8月、陸軍少将に進級し豊予要塞司令官に就任した。二・二六事件に伴い、1936年（昭和11年）7月4月に拘引され、同年8月に待命となり、同月、予備役に編入された。同年12月12日に不起訴となった。